# Abdi-İpekçi-Preis
Der Abdi-İpekçi-Preis (türkisch Abdi İpekçi Dostluk ve Barış Ödülü; griechisch Ειδικό Βραβείο Ειρήνης και Φιλίας Αμπντί Ιπεκτσί; englisch Abdi Ipekci Friendship and Peace Prize oder Abdi Ipekci Award) ist ein Preis, der an Personen oder Nichtregierungsorganisationen vergeben wird, die sich in den Bereichen Kunst, Literatur oder Musik für die Freundschaft zwischen der Türkei und Griechenland einsetzen. Benannt ist der Preis nach dem Journalisten Abdi İpekçi. Der Preis wird alle zwei Jahre abwechselnd in Athen und Istanbul verliehen.

## Geschichte
1979 setzte sich İpekçi für eine Zusammenarbeit griechischer und türkischer Journalisten ein. Wenig später fiel Abdi İpekçi einem Attentat durch Anhänger der Grauen Wölfe zum Opfer. Darauf schlug der Ingenieur Andreas Politakis dem Herausgeber der Zeitung Eleftherotypia vor, einen Wettbewerb auszuschreiben, der den Artikel auszeichnen würde, der die Griechisch-Türkischen Beziehungen am besten thematisieren würde. Nach Abschluss des Wettbewerbs schrieb der Athener Korrespondent der Zeitung Milliyet über den Wettbewerb und es folgte die Veröffentlichung des ausgezeichneten Beitrags. 1981 fand in Athen die Zeremonie der Preisverleihung im Beisein der Witwe des ermordeten Abdi İpekçi statt. Seit 1986 steht die Preisverleihung unter der Schirmherrschaft der Vereinten Nationen.

## Preisträger
- 1992 Aydın Ayan und Yorgo Andreadis
- 1997 Burak Kut und Sakis Rouvas
- 1998 Niki Eideneier und Arzu Toker
- 1999 Sedef Erçetin und Maria Papapetropoulou
- 2001 Ata Akçıl und Kostas Komnitsas, als gemeinsame Herausgeber der Zeitschrift The European Journal of Mineral Processing and Environmental Protection.[2]